# 阿克哈巴河

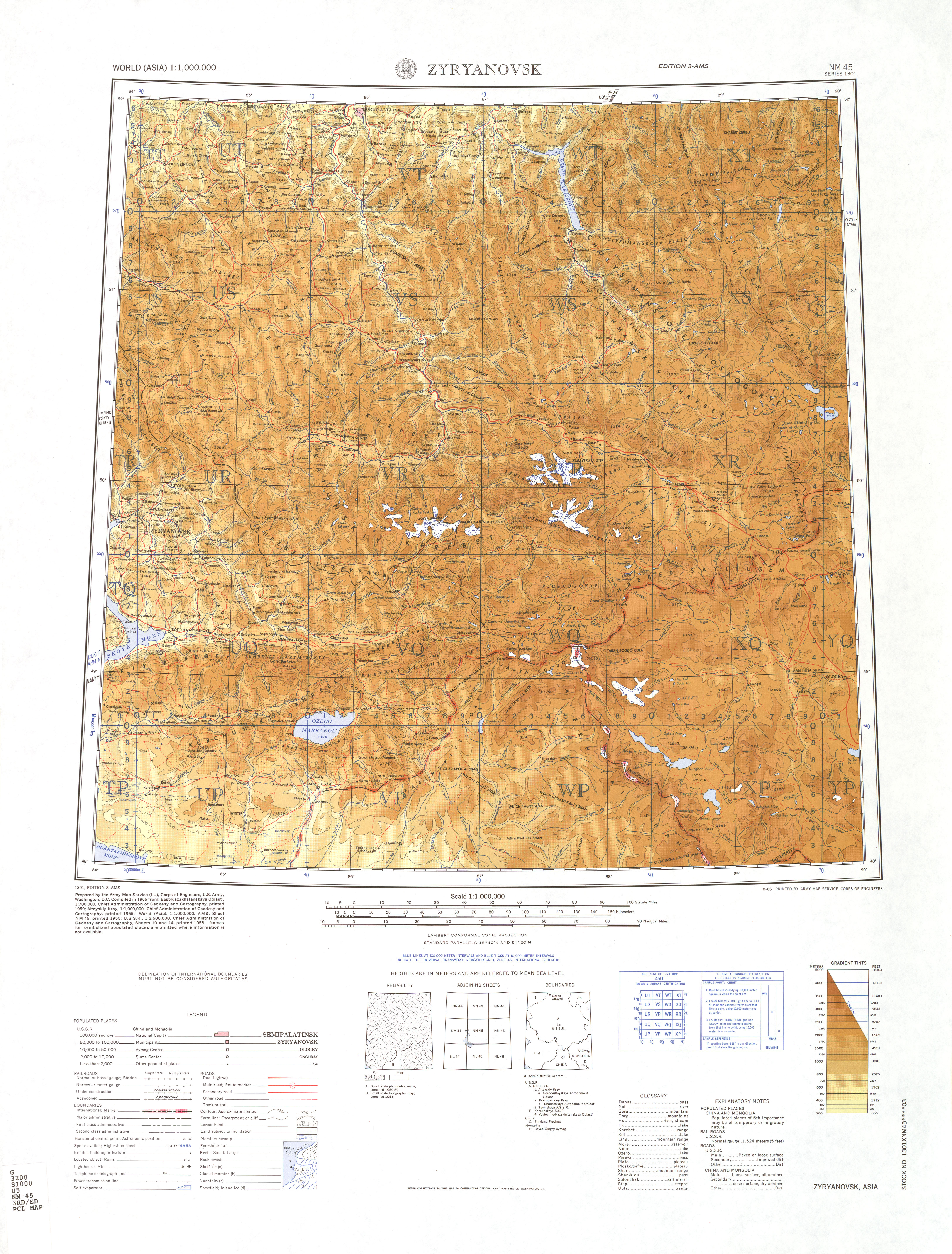
中哈边界地区地形图，阿克哈巴河位于图中编号VQ和VP区域，标注为Akkaba

阿克哈巴河也称白哈巴河，是中华人民共和国与哈萨克斯坦之间的界河，哈巴河源流之一。发源于阿尔泰山，先由东向西流约16千米后转西南流，于中国新疆维吾尔自治区阿勒泰地区哈巴河县博塔莫因（保塔美）以北约4千米处的中哈边界与哈萨克斯坦东哈萨克斯坦州境内的喀拉哈巴河（黑哈巴河）汇集组成哈巴河干流。河长100千米。